# 智頭南インターチェンジ
智頭南インターチェンジ（ちづみなみインターチェンジ）は鳥取県八頭郡智頭町尾見にある鳥取自動車道のインターチェンジである。
ハーフICで、佐用方面に対する出入口しかない。

## 歴史
- 1997年（平成9年）4月16日：駒帰交差点 - 智頭南IC間開通に伴い、供用開始（当時の名称は尾見IC）。
- 2008年（平成20年）3月30日：智頭南IC - 智頭IC間開通。同時に智頭南ICに改称[1][2]。

## 周辺
- 山郷駅（智頭急行・智頭線）
- 千代川

## 接続する道路
- 直接接続
  - 国道373号

- 間接接続
  - 鳥取県道・岡山県道7号智頭勝田線

## 隣
E29 鳥取自動車道
(3) 西粟倉IC/道の駅あわくらんど - (3-1) 坂根交差点 - (3-2) 駒帰交差点 - 福原PA/BS（PAは上り線のみ） - (4) 智頭南IC - (5) 智頭IC